# Igilgili
Igilgili fue una ciudad bereber y una colonia fenicia, cartaginesa y romana ubicada en la actual Jijel, Argelia .

## Historia
Igilgili fue inicialmente una pequeña colonia cartaginesa y puerto comercial (en púnico:ʾYGLGL o 𐤀𐤉𐤂𐤋𐤂𐤋𐤕, ʾYGLGLT). Este nombre parece combinar ʾY (púnico: isla) con un sufijo que puede ser semítico o bereber.
Después de las Guerras Púnicas, Igilgili fue entregada a los aliados romanos en el norte de África. Tras la derrota de Jugurta por Roma y sus aliados en 105 a. C., la ciudad quedó bajo el dominio romano directo. Se convirtió en una colonia romana bajo Augusto en el 33 a. C., lo que le dio a su pueblo la ciudadanía romana. Una vez que los romanos ocuparon todo el norte de África, la ciudad de Igilgili se adjuntó administrativamente a la provincia romana de Mauritania Cesariense y más tarde a Mauritania Sitifense. En esos años, Igilgili creció a casi 6.000 habitantes y era muy rica, con comercio a Italia e Iberia.
La población de Igilgili y sus alrededores se volvieron masivamente cristianos en el siglo IV, con la formalización de esta religión bajo el emperador Constantino, aunque las primeras conversiones se remontan a dos siglos antes. Cuando el emperador Valentiniano I envió a su magister militum Flavio Teodosio (padre de Teodosio I) para atacar a Firmo, desembarcó en Igilgili en 374 d. C.; allí Firmo trató de llegar a un acuerdo con él, pero Teodosio rechazó la paz con Firmo, que se había proclamado emperador. Con el apoyo de las tribus africanas locales, Firmo obligó a Teodosio a una campaña sangrienta y desesperada en la que la región de Igilgili fue devastada durante un par de años. Al final, sin embargo, Firmo fue traicionado por uno de sus partidarios y eligió el suicidio antes que la captura.
La ciudad romana se mantuvo rica hasta el ataque y destrucción parcial de los vándalos en 429 d. C. Posteriormente, la ciudad fue tomada en 533 d. C. por los bizantinos y sus partidarios romanos africanos (habitantes bereberes romanizados) de los vándalos. El catolicismo y el estilo de vida romano fueron restaurados bajo los bizantinos, mientras que los vándalos restantes se refugiaron en las montañas circundantes (de la actual "Pequeña Cabilia").
En el momento de la llegada de los omeyas y el Islam a la región a finales del siglo VII, en la ciudad de Igilgili vivían oficiales bizantinos con tropas y algunos bereberes latinizados y católicos. Mientras estaban cerca de la ciudad, los campamentos estaban poblados por campesinos bereberes "Kutama" (llamados Ucutamani por los bizantinos), no completamente cristianos.

### Citas
1. ↑  (Lipiński, 2004, pp. 394–6).
2. ↑  «Atouts de la Wilaya de Jijel § Historique de la wilaya» [Advantages of the Jijel Wilaya § History of the wilaya]. Site Officiel de la Wilaya de Jijel (en francés). 2011. Archivado desde el original el 25 de abril de 2015. Consultado el 25 de abril de 2015.